# Ann Sarnoff
Ann Marie Sarnoff, née Misiaszek le 2 novembre 1961 dans le Massachusetts, est une cadre de la télévision américaine. 
Elle a été la présidente-directrice générale de Warner Bros. de août 2019 au 8 avril 2022. Elle est la première femme à occuper ce poste dans l'entreprise.

## Biographie

### Jeunesse et éducation
En 1979, Ann Sarnoff est diplômée du lycée public Minnechaug Regional High School de Wilbraham, Massachusetts.
Elle obtient en 1983 un baccalauréat en sciences du marketing à la McDonough School of Business de l'Université de Georgetown,. 
En 1987, elle décroche un Master en administration des affaires (MBA) à Harvard Business School,.

### Carrière
Ann Sarnoff commence sa carrière comme consultante stratégique chez Marakon Associates.
De 1993 à 2003, elle travaille chez Viacom, notamment dans le département du développement de l'entreprise. Elle rejoint ensuite Nickelodeon à la direction des produits de consommation et du développement commercial à l'époque où Geraldine Laybourne dirige l'entreprise. En 1999, alors qu'elle travaille chez Nickelodeon, Sarnoff participe à la création la chaîne de télévision Noggin, une entreprise commune de Nickelodeon et Sesame Workshop. Sarnoff contribue également la création de la chaîne TV Land, qui commence sous le nom de Nick at Nite's TV Land en 1996. Parmi les séries qu'elle a promues se trouvent Les Razmoket et Jeu de Bleue. Sarnoff a été vice-présidente exécutif de la stratégie commerciale et des entreprises de programme chez VH1.
En 2001, elle devient directrice des opérations de VH1 et de Country Music Television, avec pour mission d'intégrer les deux chaînes,. Pendant son séjour à VH1, Sarnoff lance la chaîne de télévision VH1 Classic.
En février 2004, Sarnoff devient directrice de l'exploitation de la Women's National Basketball Association,.
En 2006, Sarnoff rejoint Dow Jones Ventures en tant que présidente et vice-présidente principale de la stratégie, poste qu'elle occupe pendant quatre ans,. À ce poste, elle dirige l'entreprise de conférence exécutive pour le Wall Street Journal,.
De 2010 à 2015, Sarnoff est cheffe de l'exploitation de BBC Worldwide North America, où elle travaille avec Herb Scannell, avec qui elle avait travaillé chez Nickelodeon. En août 2015, Sarnoff devient présidente de BBC Studios Americas, anciennement connu sous le nom de BBC Worldwide Americas. En 2015, elle lance la chaîne de télévision par abonnement BBC Earth et promeut des émissions comme Doctor Who, Top Gear, Dancing with the Stars, Sherlock, Orphan Black et Killing Eve. De 2016 à 2018, Sarnoff est à la tête du réseau de production mondial de BBC Worldwide. En 2017, elle lance Britbox, un service de streaming pour l'Amérique du Nord,.
Sarnoff devient à l'été 2019 la première femme PDG de Warner Bros., une filiale de WarnerMedia anciennement connue sous le nom de Time Warner Inc. avant son rachat par AT&T. Sarnoff succède à Kevin Tsujihara sous la houlette de John Stankey. Elle devient la superviseure de Toby Emmerich, directeur du groupe cinématographique Warner Bros., de Peter Roth, directeur du groupe de télévision Warner Bros., et de Kim Williams, vice-président exécutif et directeur financier de Warner Bros. qui supervise Otter Media,.
Le 5 avril 2022, il est annoncé que Ann Sarnoff aller être poussée vers la porte de sortie, à l'annonce de la fusion entre WarnerMedia et Discovery, Inc. qui fut annoncée pour le 8 Avril 2022, en cause d'une restructuration complète du conglomérat sous le contrôle de David Zaslav, qui deviendra le Président et Directeur Général (PDG) de Warner Bros. Discovery.

### Vie personnelle
Elle épouse en 1990 Richard Sarnoff, un ancien cadre médiatique qui travaille dans la finance,. Ils vivent à New York et ont deux enfants,,. Elle déménage à Los Angeles pour son poste chez Warner Bros.
Le grand-oncle du mari de Sarnoff, David Sarnoff, était le président de longue date de RCA, un pionnier de la télévision et de la radio américaines, et était connu sous le nom de « le général » ou « général Sarnoff ». Il est crédité de la fondation de NBC en 1926 et de RKO Radio Pictures en 1928.

## Conseils et adhésions
- ART:21, (anciennement) membre du conseil d'administration
- 2017-présent : Britbox, présidente du conseil d'administration[19]
- 2017-présent : BritishAmerican Business, conseil consultatif international
- 2018-présent : Université de Georgetown, conseil d'administration
- 2008-présent : Université de Georgetown, McDonough School of Business, conseil consultatif, vice-présidente du comité exécutif
- Harvard Business School Women's Association of New York, membre du conseil d'administration
- 2012-présent : HSN, Inc., membre du conseil d'administration[24]
- 2017-présent : PayPal Holdings, Inc., membre du conseil d'administration[25]
- New York Public Radio, coprésidente du groupe de travail numérique[26]
- Le Forum des femmes de New York, conseil d'administration, vice-président ; 2004-présent : membre

## Distinctions
- 2011–2018 : CableFAX Magazine, l'une des femmes les plus influentes du secteur du câble
- 2012 : Harvard Business School, Prix Inspiring Women
- 2017 : The Women's Project Theatre, Prix Women of Achievement
- 2019 : Université de Georgetown, Georgetown Media Alliance, Wall Street Alliance, lauréat

## Publications
- Ann Misiaszek Sarnoff, « I Do Know How She Does It », dans Leslie Morgan Steiner (éd.), Mommy Wars: Stay-at-Home and Career Moms Face Off on Their Choices, Their Lives, Their Families, New York, Random House, 2006 (ISBN 978-1-588-36598-9, OCLC 430501644)
- Tiffany Pham et Ann Sarnoff, You Are a Mogul: How to Do the Impossible, Do It Yourself, and Do It Now, New York, Simon & Schuster, 2018 (ISBN 978-1-501-19187-9, OCLC 1050872266), « Crush It In Corporate Life »